# Список об'єктів Світової спадщини ЮНЕСКО в Саудівській Аравії
У списку об'єктів Світової спадщини ЮНЕСКО у Саудівській Аравії налічується 4 найменування (станом на 2015 рік).
| № | Зображення | Назва | Розташування          | Час створення | Рік внесення до списку | №                                                   | Критерії   |
| - | ---------- | --- | --------------------- | ------------- | ---------------------- | --------------------------------------------------- | ---------- |
| 1 |            | Археологічна ділянка Аль-Хіджр (Мадаїн-Саліх) (англ. Al-Hijr Archaeological Site (Madâin Sâlih))          | Провінція: Ель-Мадіна | —             | 2008                   | 1293 [Архівовано 25 грудня 2018 у Wayback Machine.] | ii, iii    |
| 2 |            | Район Ат-Тураїф міста Ед-Дірійя (англ. At-Turaif District in ad-Dir'iyah)                                 | Провінція: Ер-Ріяд    | —             | 2010                   | 1329 [Архівовано 25 грудня 2018 у Wayback Machine.] | iv, v, vi  |
| 3 |            | Історичне місто Джидда — ворота в Мекку (англ. Historic Jeddah, the Gate to Makkah)                       | Провінція: Мекка      | —             | 2014                   | 1361 [Архівовано 26 грудня 2018 у Wayback Machine.] | ii, iv, vi |
| 4 |            | Наскельний живопис в регіоні Хаїль Саудівської Аравії (англ. Rock Art in the Hail Region of Saudi Arabia) |                       | —             | 2015                   | 1472 [Архівовано 23 червня 2017 у Wayback Machine.] | i, iii     |